# Мамедов Мурад Сахавет-огли
Мурад Сахавет-огли Мамедов (азерб. Murad Səxavət oğlu Məmmədov; нар. 12 серпня 1995) — азербайджанський борець греко-римського стилю, срібний та бронзовий призер чемпіонатів світу, чемпіон, срібний та бронзовий призер чемпіонатів Європи, срібний та дворазовий бронзовий призер чемпіонатів світу серед військовослужбовців, срібний та бронзовий призер Ігор ісламської солідарності.

## Життєпис
Боротьбою почав займатися з 2005 року. Був чемпіоном світу та Європи у всіх молодших вікових групах (серед кадетів юніорів та молоді).
Виступає за спортивний клуб «Нефтчі» Баку. Тренер — Абульфат Мамедов.

## Спортивні результати на міжнародних змаганнях

### Виступи на Олімпіадах
| Змагання                    | Збірна      | Вагова категорія                 | Місце |
| --------------------------- | ----------- | -------------------------------- | ----- |
| Літні Олімпійські ігри 2024 | Азербайджан | греко-римська боротьба, до 60 кг | 13    |

### Виступи на Чемпіонатах світу
| Змагання                        | Збірна      | Вагова категорія                 | Місце  |
| ------------------------------- | ----------- | -------------------------------- | ------ |
| Чемпіонат світу з боротьби 2018 | Азербайджан | греко-римська боротьба, до 60 кг | 25     |
| Чемпіонат світу з боротьби 2021 | Азербайджан | греко-римська боротьба, до 60 кг | Бронза |
| Чемпіонат світу з боротьби 2022 | Азербайджан | греко-римська боротьба, до 60 кг | 5      |
| Чемпіонат світу з боротьби 2023 | Азербайджан | греко-римська боротьба, до 63 кг | Срібло |

### Виступи на Чемпіонатах Європи
| Змагання                         | Збірна      | Вагова категорія                 | Місце  |
| -------------------------------- | ----------- | -------------------------------- | ------ |
| Чемпіонат Європи з боротьби 2018 | Азербайджан | греко-римська боротьба, до 60 кг | Срібло |
| Чемпіонат Європи з боротьби 2019 | Азербайджан | греко-римська боротьба, до 60 кг | 8      |
| Чемпіонат Європи з боротьби 2022 | Азербайджан | греко-римська боротьба, до 60 кг | Бронза |
| Чемпіонат Європи з боротьби 2024 | Азербайджан | греко-римська боротьба, до 63 кг | Золото |

### Виступи на Чемпіонатах світу серед військовослужбовців
| Змагання                                                  | Збірна      | Вагова категорія                 | Місце  |
| --------------------------------------------------------- | ----------- | -------------------------------- | ------ |
| Чемпіонат світу з боротьби серед військовослужбовців 2016 | Азербайджан | греко-римська боротьба, до 59 кг | Бронза |
| Чемпіонат світу з боротьби серед військовослужбовців 2017 | Азербайджан | греко-римська боротьба, до 59 кг | Бронза |
| Чемпіонат світу з боротьби серед військовослужбовців 2018 | Азербайджан | греко-римська боротьба, до 60 кг | Срібло |

### Виступи на Іграх ісламської солідарності
| Змагання                          | Збірна      | Вагова категорія                 | Місце  |
| --------------------------------- | ----------- | -------------------------------- | ------ |
| Ігри ісламської солідарності 2017 | Азербайджан | греко-римська боротьба, до 59 кг | Бронза |
| Ігри ісламської солідарності 2022 | Азербайджан | греко-римська боротьба, до 60 кг | Срібло |

### Виступи на інших змаганнях
| Змагання                                                       | Збірна      | Вагова категорія                 | Місце  |
| -------------------------------------------------------------- | ----------- | -------------------------------- | ------ |
| Гран-прі Парижа з боротьби 2015                                | Азербайджан | греко-римська боротьба, до 59 кг | Бронза |
| Турнір Вехбі Емре і Гаміта Каплана 2015                        | Азербайджан | греко-римська боротьба, до 59 кг | 10     |
| Кубок Алроси 2015                                              | Азербайджан | греко-римська боротьба, до 59 кг | Срібло |
| Золотий Гран-прі з боротьби 2015                               | Азербайджан | греко-римська боротьба, до 59 кг | 15     |
| Золотий Гран-прі з боротьби 2016                               | Азербайджан | греко-римська боротьба, до 59 кг | 8      |
| Турнір Вехбі Емре і Гаміта Каплана 2017                        | Азербайджан | греко-римська боротьба, до 59 кг | Бронза |
| Київський Міжнародний турнір з боротьби 2018                   | Азербайджан | греко-римська боротьба, до 60 кг | Золото |
| Турнір Вехбі Емре і Гаміта Каплана 2018                        | Азербайджан | греко-римська боротьба, до 63 кг | 10     |
| Меморіал Олега Караваєва 2018                                  | Азербайджан | греко-римська боротьба, до 60 кг | Золото |
| Турнір Вехбі Емре і Гаміта Каплана 2019                        | Азербайджан | греко-римська боротьба, до 60 кг | Золото |
| Гран-прі Угорщини з боротьби 2019                              | Азербайджан | греко-римська боротьба, до 60 кг | 15     |
| Гран-прі Франції Анрі Деглана 2021                             | Азербайджан | греко-римська боротьба, до 60 кг | Срібло |
| Олімпійський кваліфікаційний турнір з боротьби 2020 (Будапешт) | Азербайджан | греко-римська боротьба, до 60 кг | 5      |
| Олімпійський кваліфікаційний турнір з боротьби 2020 (Софія)    | Азербайджан | греко-римська боротьба, до 60 кг | 6      |
| Меморіал Маттео Пелліконе 2022                                 | Азербайджан | греко-римська боротьба, до 60 кг | Золото |
| Відкритий чемпіонат Загреба з боротьби 2023                    | Азербайджан | греко-римська боротьба, до 60 кг | 13     |
| Меморіал Імре Поляка та Яноша Варги 2023                       | Азербайджан | греко-римська боротьба, до 63 кг | Золото |
| Відкритий чемпіонат Загреба з боротьби 2024                    | Азербайджан | греко-римська боротьба, до 63 кг | 5      |
| Олімпійський кваліфікаційний турнір з боротьби 2024 (Стамбул)  | Азербайджан | греко-римська боротьба, до 60 кг | Золото |
| Меморіал Імре Поляка та Яноша Варги 2024                       | Азербайджан | греко-римська боротьба, до 63 кг | Золото |

### Виступи на змаганнях молодших вікових груп
| Змагання                                       | Збірна      | Вагова категорія                 | Місце  |
| ---------------------------------------------- | ----------- | -------------------------------- | ------ |
| Чемпіонат Європи з боротьби серед кадетів 2010 | Азербайджан | греко-римська боротьба, до 46 кг | Золото |
| Чемпіонат Європи з боротьби серед кадетів 2011 | Азербайджан | греко-римська боротьба, до 54 кг | Золото |
| Чемпіонат світу з боротьби серед кадетів 2011  | Азербайджан | греко-римська боротьба, до 54 кг | 5      |
| Чемпіонат Європи з боротьби серед кадетів 2012 | Азербайджан | греко-римська боротьба, до 58 кг | Срібло |
| Чемпіонат світу з боротьби серед кадетів 2012  | Азербайджан | греко-римська боротьба, до 58 кг | Золото |
| Чемпіонат Європи з боротьби серед кадетів 2016 | Азербайджан | вільна боротьба, до 58 кг        | 23     |
| Чемпіонат Європи з боротьби серед юніорів 2014 | Азербайджан | греко-римська боротьба, до 55 кг | Золото |
| Чемпіонат світу з боротьби серед юніорів 2014  | Азербайджан | греко-римська боротьба, до 55 кг | Золото |
| Чемпіонат Європи з боротьби серед юніорів 2015 | Азербайджан | греко-римська боротьба, до 55 кг | Срібло |
| Чемпіонат світу з боротьби серед юніорів 2015  | Азербайджан | греко-римська боротьба, до 55 кг | Золото |
| Чемпіонат Європи з боротьби серед молоді 2016  | Азербайджан | греко-римська боротьба, до 59 кг | Срібло |
| Чемпіонат Європи з боротьби серед молоді 2017  | Азербайджан | греко-римська боротьба, до 59 кг | Золото |
| Чемпіонат Європи з боротьби серед молоді 2018  | Азербайджан | греко-римська боротьба, до 60 кг | Бронза |
| Чемпіонат світу з боротьби серед молоді 2018   | Азербайджан | греко-римська боротьба, до 60 кг | Срібло |